# Mevlüt Çavuşoğlu

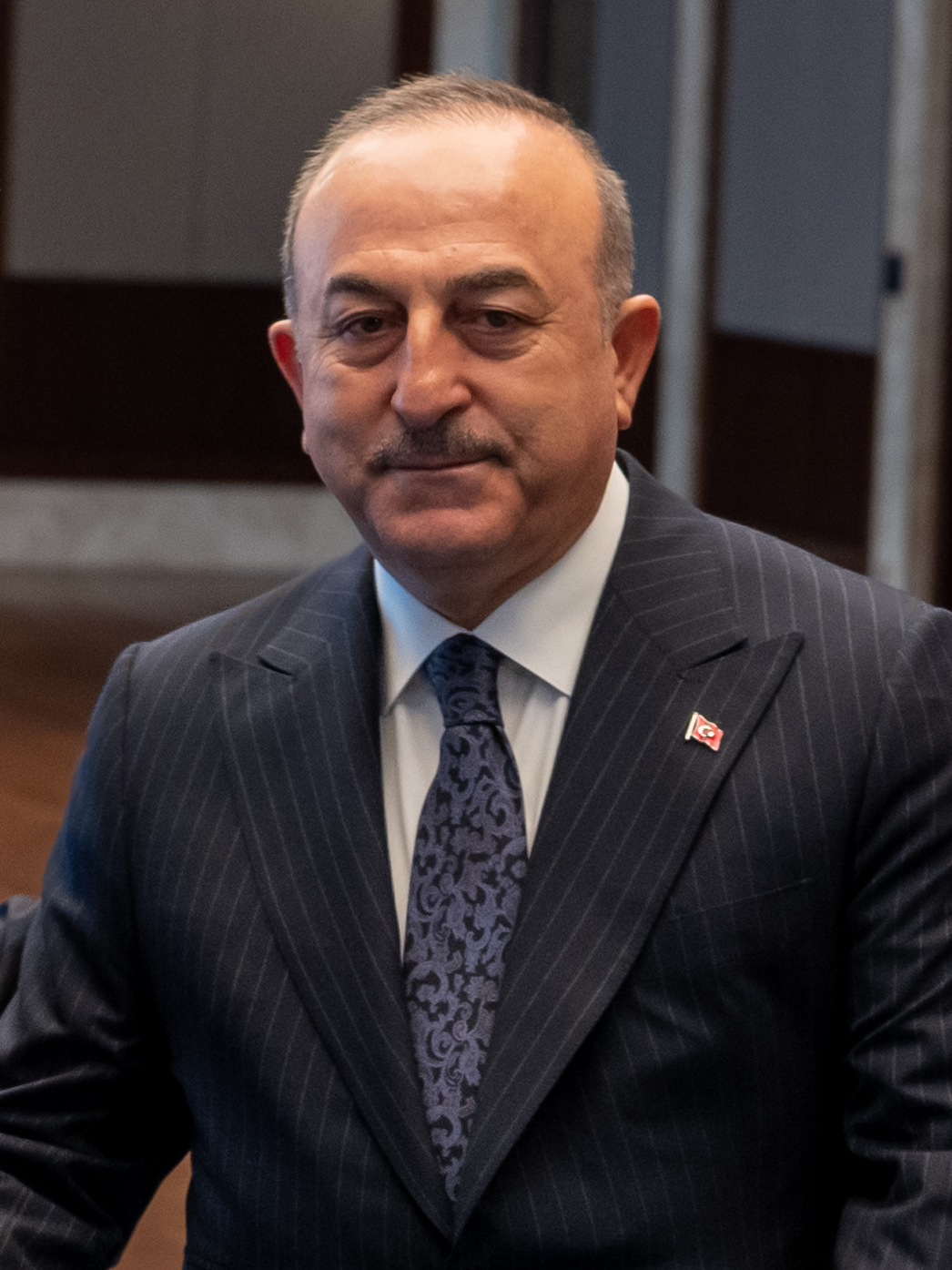
Mevlüt Çavuşoğlu (2023)

Mevlüt Çavuşoğlu [mevlyt ˈtʃavuʃˌoːɫu] (* 5. Februar 1968 in Alanya) ist ein türkischer Politiker der AKP. Er war von 2015 bis 2023 Minister für auswärtige Angelegenheiten in den Kabinetten Davutoğlu III, Yıldırım und Erdoğan IV. In den Jahren 2010 bis 2012 war er Präsident der Parlamentarischen Versammlung des Europarates sowie 2013 und 2014 türkischer Minister für europäische Angelegenheiten im Kabinett Erdoğan III.

## Leben
Çavuşoğlu absolvierte das private H.-Emin-Paşa-Gymnasium. 1988 erhielt er seinen Bachelor an der Abteilung für Internationale Beziehungen der Fakultät für Politikwissenschaft der Ankara Üniversitesi. Mit einem Assistentenstipendium ging er an die Long Island University in den Vereinigten Staaten, wo er 1991 den Master erhielt und anschließend als Hochschullehrer arbeitete. 1993 beendete er seine Ausbildung zum „EU-Experten“ am Zentrum für EU-Forschungen an der Ankara Üniversitesi. Im selben Jahr begann Çavuşoğlu an der Bilkent-Universität in Ankara seine Doktorarbeit. Mit einem EU-Stipendium konnte er seine Doktorarbeit über Umweltwirtschaft und Aufschwung an der London School of Economics beenden. An der Long Island University sowie London School of Economics besuchte er Sprachkurse und erlernte die japanische Sprache. Er spricht ebenfalls Russisch und Deutsch.
Von Mai bis Oktober 1995 arbeitete er für das Umweltministerium am UNDP.
Çavuşoğlu wurde bei den Parlamentswahlen 2002 und 2007 in der Türkei zum Abgeordneten der Provinz Antalya in die Große Nationalversammlung der Türkei für die Partei für Gerechtigkeit und Aufschwung (AKP) gewählt.
Çavuşoğlu war vom 25. Januar 2010 bis Januar 2012 Präsident der Parlamentarischen Versammlung des Europarates. Ab dem 25. Dezember 2013 war er als Nachfolger von Egemen Bağış Europaminister der Türkei. Im Kabinett Davutoğlu I (August 2014 bis August 2015 und erneut ab 21. November 2015) war er Außenminister der Türkei. Im vom Mai 2016 bis Juli 2018 amtierenden Kabinett Yıldırım sowie im seit Juli 2018 amtierenden Kabinett Erdoğan IV ist er wieder Außenminister.
2020 begründete er das Antalya Diplomacy Forum.

## Kontroversen

### Diplomatisches Auftreten im Zuge des Wahlkampfes im Jahr 2017
Anlässlich des Verfassungsreferendums am 16. April 2017 besuchten mehrere türkische Politiker im Vorhinein zu Wahlkampfauftritten verschiedene Orte in Deutschland, da auch aufgrund der türkischen Diaspora 1,4 Millionen wahlberechtigte Türken in Deutschland leben und Auftritte türkischer Spitzenpolitiker in den vorherigen Jahren vor Türkeistämmigen in Deutschland stattgefunden hatten.
Nachdem aber ab März 2017 mehrere Wahlkampfauftritte türkischer Regierungsvertreter in Deutschland von Seiten der deutschen Behörden offiziell aus Sicherheits- und Organisationsproblemen abgesagt wurden, wandte sich der türkische Präsident Erdogan daraufhin in einer Wahlkampfrede in der Türkei an Deutschland: „Eure Praktiken unterscheiden sich nicht von den früheren Nazi-Praktiken“. Auch Çavuşoğlu bezeichnete die Absagen als Nazi-Praktiken und sagte gegenüber türkischen Medien: „Wenn Sie [hier: Deutschland] mit uns arbeiten wollen, müssen Sie lernen, wie Sie sich uns gegenüber zu verhalten haben.“ Die Türkei werde die Behandlung ansonsten „ohne Zögern mit allen Mitteln“ erwidern. „Dann müssen Sie an die Folgen denken.“ Wenige Tage später, am 7. März 2017 sagte er gegenüber mehreren hundert Schaulustigen vom Balkon des türkischen Konsulats in Hamburg-Uhlenhorst: „Deutschland verfolge eine systematische Gegnerschaft zur Türkei“ und „Türkische Staatsbürger würden in Deutschland systematisch unterdrückt“. Bei jenem Auftritt in Hamburg soll er nach Medienberichten und Videoaufnahmen den umstrittenen Wolfsgruß der rechtsextremen und von deutschen Verfassungsschutzbehörden beobachteten Grauen Wölfe gezeigt haben.
Nach der Ankündigung einer Kundgebung in Rotterdam teilte Ministerpräsident Mark Rutte mit, der öffentliche Raum der Niederlande sei „nicht der richtige Ort für politische Kampagnen eines anderen Landes“. Auch der deutsche Außenminister Sigmar Gabriel bat auf Initiative der Niederlande um einen Verzicht; aufgrund des dortigen Wahlkampfs könnten antiislamische Ressentiments geschürt werden. Am 11. März äußerte Çavuşoğlu in einem TV-Interview, er werde am gleichen Tag nach Rotterdam reisen; sollten niederländische Behörden seinen Besuch behindern, werde die Türkei „schwere Strafmaßnahmen“ gegen die Niederlande verhängen. Daraufhin verweigerte die Regierung der Niederlande Çavuşoğlu die Landeerlaubnis für den geplanten Wahlkampftermin. Am 16. März 2017, einen Tag nach der Parlamentswahl in den Niederlanden, behauptete Çavuşoğlu, in Europa werde „bald ein Krieg der Religionen“ beginnen.

## Auszeichnungen
- Ehrendoktorwürde der Lomonossow-Universität Moskau (11. Februar 2011)[21]